# Lo Haré Por Ti
„Lo Haré Por Ti” este un cântec al interpretei mexicane Paulina Rubio. Acesta fost compus de Chris Rodriguez pentru cel de-al cincilea material discografic de studio al artistei, Paulina. „Lo Haré Por Ti” a fost lansat ca primul single al albumului la începutul anului 2000. 
Cântecul a urcat pe locul 1 în Argentina, Chile, Columbia, Mexic, Venezuela și s-a poziționat pe locul 13 în Billboard Hot Latin Songs.

## Clasamente
| Clasament                        | Poziția maximă | Referință |
| -------------------------------- | -------------- | --------- |
| Argentina Singles Chart          | 1              | [ 3 ]     |
| Bolivia Singles Chart            | 3              | [ 3 ]     |
| Brasil Hot 100                   | 8              | [ 4 ]     |
| Columbia Singles Chart           | 1              | [ 3 ]     |
| Chile Singles Chart              | 1              | [ 3 ]     |
| Italy Singles Chart              | 18             | [ 5 ]     |
| Mexic Singles Chart              | 1              | [ 3 ]     |
| Spain Singles Chart              | 1              | [ 6 ]     |
| Billboard Hot Latin Songs        | 13             | [ 7 ]     |
| Billboard Latin Pop Airplay      | 7              | [ 7 ]     |
| Billboard Latin Tropical Airplay | 23             | [ 7 ]     |
| Venezuela Singles Chart          | 1              | [ 3 ]     |